# Saint-Bernard (La Réunion)
Pour les articles homonymes, voir Saint-Bernard.

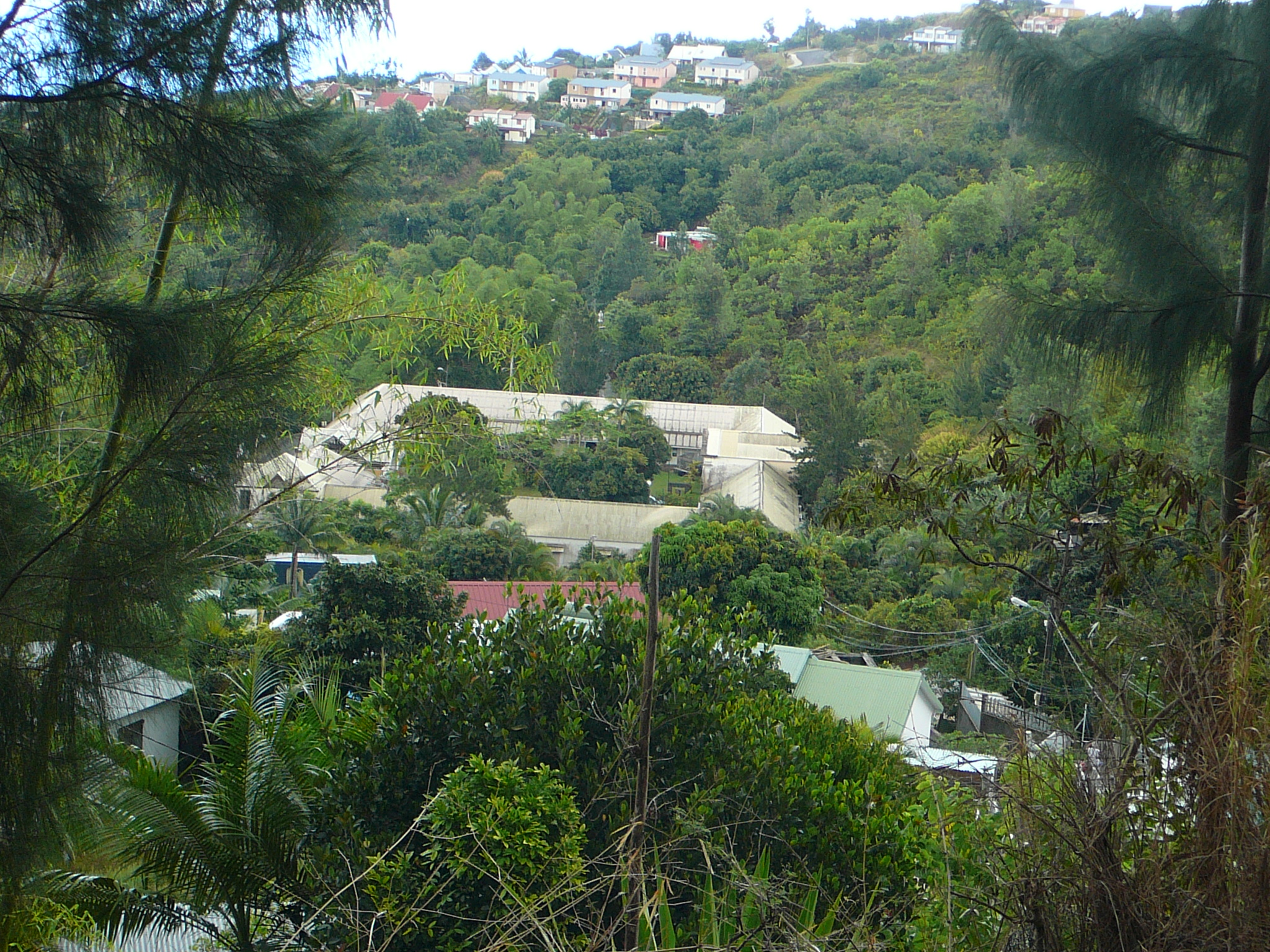
La léproserie de Saint-Bernard.

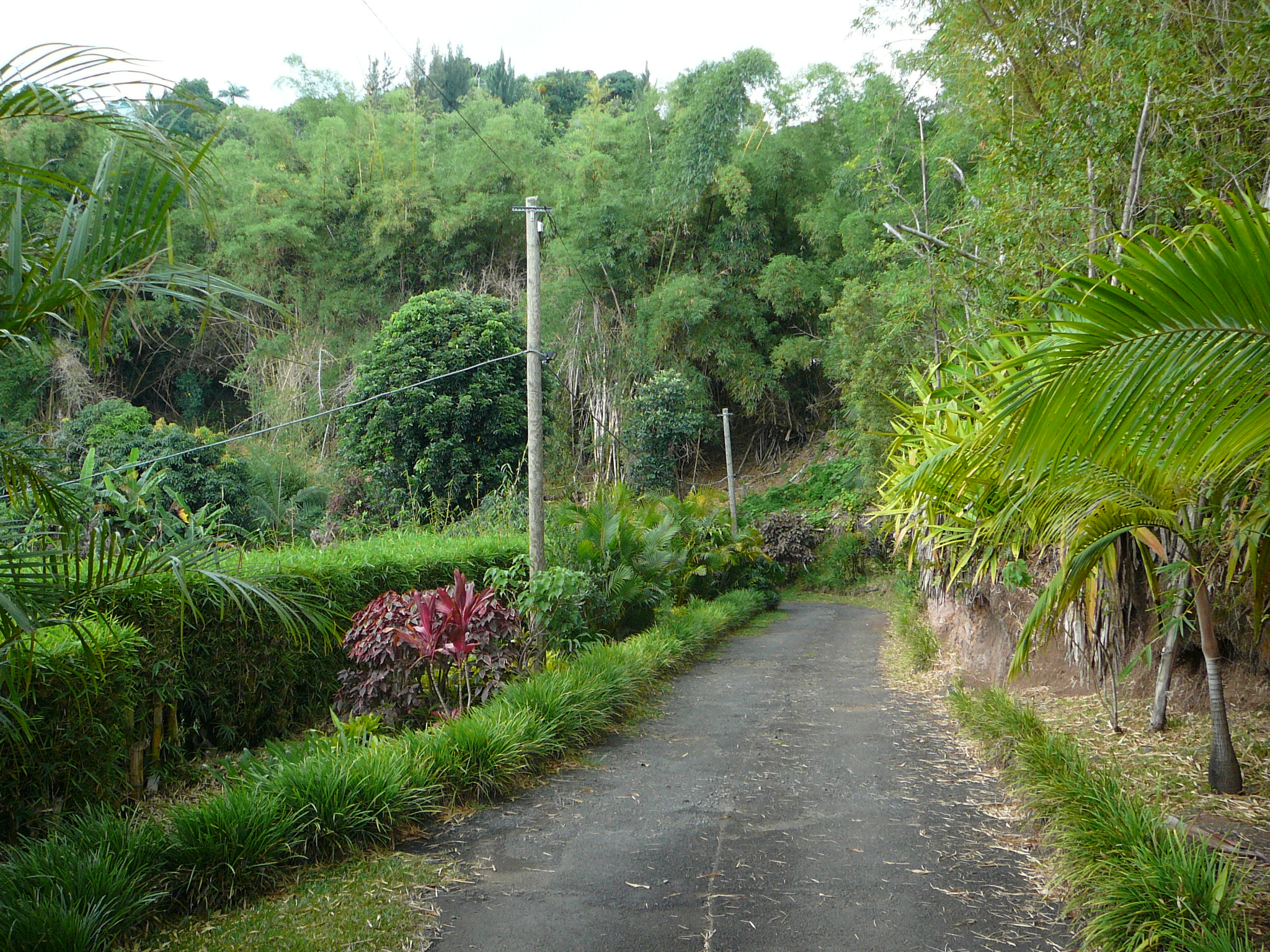

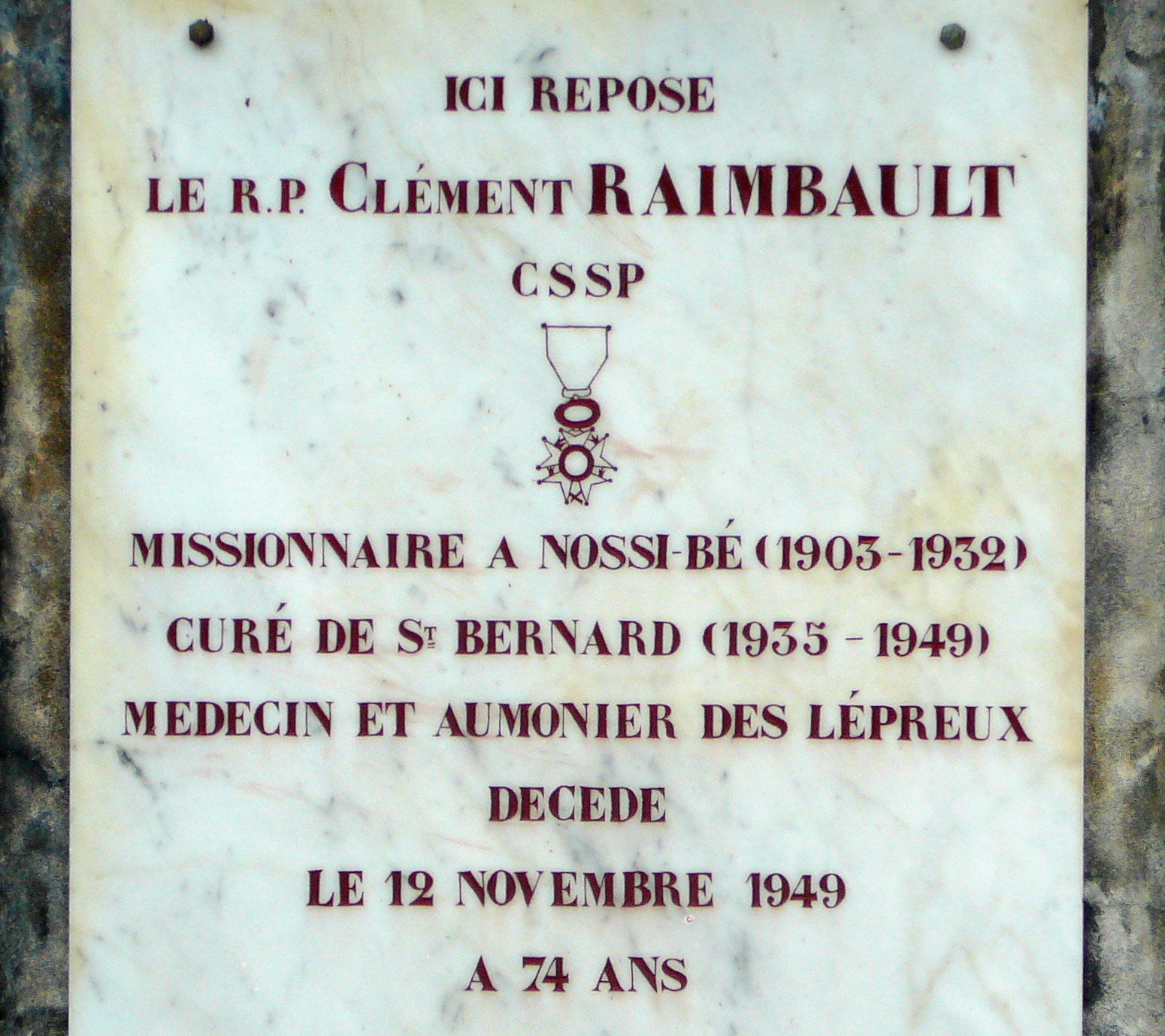
Épitaphe du Père Raimbault

Saint-Bernard est un lieu-dit de l'île de La Réunion, département d'outre-mer français dans le sud-ouest de l'océan Indien. Il s'agit d'un petit quartier périphérique de Saint-Denis, le chef-lieu, peuplé de quelques centaines de personnes. Il est situé à la limite de la commune de La Possession, dans une zone montagneuse connue sous le nom de La Montagne.
Saint-Bernard est traversé par le chemin Crémont dit "chemin des Anglais", qui amena les troupes anglaises qui avaient débarqué à la Grande-Chaloupe, jusqu'à Saint-Denis, où elles défirent les Français en 1810, à la bataille de la Redoute, préludant à une occupation de cinq années. 
Écart longtemps isolé du reste de l'ile, Saint-Bernard est également connu pour avoir longtemps accueilli une léproserie où officia le Père Clément Raimbault et fermée depuis 1982. Actuellement on trouve dans les locaux rénovés : un cabinet médical, un restaurant gastronomique, une boulangerie et différents services et commerces. Saint-Bernard compte également un terrain de football et de modélisme, une mairie annexe, plusieurs écoles et deux cimetières. 
La communauté des Filles de Marie  qui s'occupait des lépreux depuis 1853 est encore présente à Saint-Bernard. Près de l'église de Saint-Bernard se trouve le mausolée du Père Raimbault, médecin des lépreux. Ce tombeau fut restauré en l'an 2000 par l'artiste peintre Raoul Lebel à la demande du curé de la paroisse le Père Gonthier.